# Cordón del Plata (Tupungato)
Cordón del Plata es una localidad y distrito en el departamento Tupungato de la provincia de Mendoza, Argentina. 
Se encuentra 6 km al este de la Ruta Provincial 89, y 13 km al sur de la ciudad de Tupungato.
La localidad cuenta con una dependencia policial, un centro de salud y en 2012 se estaba construyendo la delegación municipal. Un pozo de agua del cual se extraen 150 mil litros por hora abastece la localidad de agua potable.